# Antaxius spinibrachius
Antaxius spinibrachius is een rechtvleugelig insect uit de familie sabelsprinkhanen (Tettigoniidae). De wetenschappelijke naam van deze soort is voor het eerst geldig gepubliceerd in 1853 door Fischer.
1. ↑  (en) Antaxius spinibrachius op de IUCN Red List of Threatened Species.